# كولن هيرلي
كولن هيرلي (بالإنجليزية: Colin Hurley)‏ هو ممثل بريطاني، ولد في 1951 في المملكة المتحدة.

## أعمال

### أفلام
- (1989) هنري الخامس[4]

## وصلات خارجية
- كولن هيرلي على موقع IMDb (الإنجليزية)
- كولن هيرلي على موقع قاعدة بيانات برودواي على الإنترنت (الإنجليزية)